# Bristol Bulldog
Bristol Bulldog var ett brittiskt enmotorigt biplan som konstruerades under 1920-talet för användning som jaktflygplan.

## Utveckling
Flygplanet konstruerades i mitten av 1920-talet av Frank Barnwell vid Bristol Aeroplane Company.
Första flygningen genomfördes med prototypen Bulldog Mk.I i maj 1927. Flygplanet var tillverkat med en stomme helt i metall klädd med duk och en Bristol Jupiter 9-cylindrig stjärnmotor. Totalt tillverkades 443 exemplar och det kom att bli ett av de mest kända mellankrigsflygplanen.
Serieleveranserna till brittiska flygvapnet (RAF) inleddes 1928 med den utvecklade Bristol Mk. II, som var försedd med två 7,7 mm Vickerskulsprutor och fyra 9 kg bomber. Dess motor, en Bristol Jupiter om 450 hk (336 kW), gav Bulldoggen en topphastighet om 290 km/h och en räckvidd på 480 km. Det blev det mest använda flygplanet i RAF under 1930-talet. Mk.IIA var i det närmaste likadan som sin föregångare, men hade en ny Bristol Jupiter motor och en förstärkt konstruktion. År 1937 drogs flygplanet bort från fronttjänst och ersattes av Hawker Hurricane och Supermarine Spitfire i det brittiska flygvapnet.
Flygplanet, som var billigt att underhålla, kom att bli en exportframgång för Bristol Aeroplane Company som exporterade eller sålde licensrättigheter till Australien, Danmark, Estland, Finland, Japan, Lettland och Sverige.
Bulldoggen användes aldrig i strid av RAF, men under Abessinienkrisen 1935–1936 sändes bulldoggar till Sudan för att förstärka Mellanösternkommandot. Douglas Bader, som blev berömd under andra världskriget, förlorade båda sina ben när han flög otillåten luftakrobatik och havererade. Några andra länders Bristol-bulldoggar kom dock att användas i strid: ett antal före detta lettiska flygplan deltog i spanska inbördeskriget på nationalisternas sida och det finländska flygvapnet flög typen under finska vinterkriget.

## Användning i Finland
Det finländska flygvapnet använde 17 Bulldog-flygplan mellan åren 1934 och 1944: Samtliga var tillverkade i Storbritannien. Införskaffningen av detta flygplan år 1934 var en del av övergången till markbaserade flygplan.
Bulldog användes ännu som jaktplan under vinterkriget och lyckades skjuta ner de mer överlägsna sovjetiska flygplanen Polikarpov I-16 och Tupolev SB-2 i luftstrider. Efter vinterkriget användes flygplanet enbart som skolflygplan. Sverige skänkte två Bristol Bulldog IIA-flygplan till Finland under vinterkriget.

### Museiflygplan
Hallinporttis flygmuseum har en restaurerad Bristol Bulldog till påseende, dess beteckning är BU-59.

## Användning i Sverige
Mellan åren 1930 och 1940 ingick Bristol Bulldog i Flygvapnet och benämndes J 7. 
För utvärdering mot Svenska Aero Jaktfalken beställde Flygstyrelsen 22 juli 1930 från England tre Bristol Bulldog Mk II. En vecka efter kontraktets undertecknande kunde det första flygplanet besiktigas och godkännas. Det flögs hem från England av löjtnant Erik Ekman den 28 juli 1930 och de två resterande planen flögs hem under augusti 1930.
Flygplanen var vid leveransen märkta med F 1-nummer, men kom inte i tjänst där direkt, utan användes först vid utvärderingsförsöken mot J 5 och J  6.
Under utvärderingen totalhavererade en J 7 den 20 januari 1931. Trots ingående prov kunde inget beslut fattas om vilket av flygplanen som skulle anskaffas. I maj 1931 beställdes ändå ytterligare åtta stycken flygplan, denna gången av versionen Mk IIA. 
Flygplanen placerades på F 5 Ljungbyhed för att användas vid jaktflygutbildningen. I oktober skickades samtliga J 7 och J 6 till Centrala Flygverkstaden Västerås (CFV) på grund av problem med Jupitermotorerna och efter motorgenomgång placerades flygplanen parallellt på F 1 Hässlö och F 3 Malmslätt för att användas i jaktflygutbildningen.
Eftersom flygplanstypen kunde bära last under vingarna gjordes vissa försök att använda den vid störtbombfällning, som dock ej slog väl ut. Av de elva inköpta flygplanen totalhavererade nio stycken. 
I 1936 års försvarsbeslut skulle en särskild jaktflottilj för försvar av luftrummet över Stockholm sättas upp. 1938 bildades vid F 1 ett F 8 detachement med två jaktdivisioner där den andra divisionen tillfördes de två J 7 som fanns kvar. Dessa flygplan följde sedan med i flytten till F 8 Barkarby i oktober 1938. 
Båda flygplanen skänktes till Finland i samband med vinterkriget 1939–1940. Efter kriget användes de som övningsflygplan och fanns kvar till 1942.

## Flygvapnets varianter
- Bulldog Mk II,  3 flygplan
- Bulldog Mk IIA,  8 flygplan

## Användare

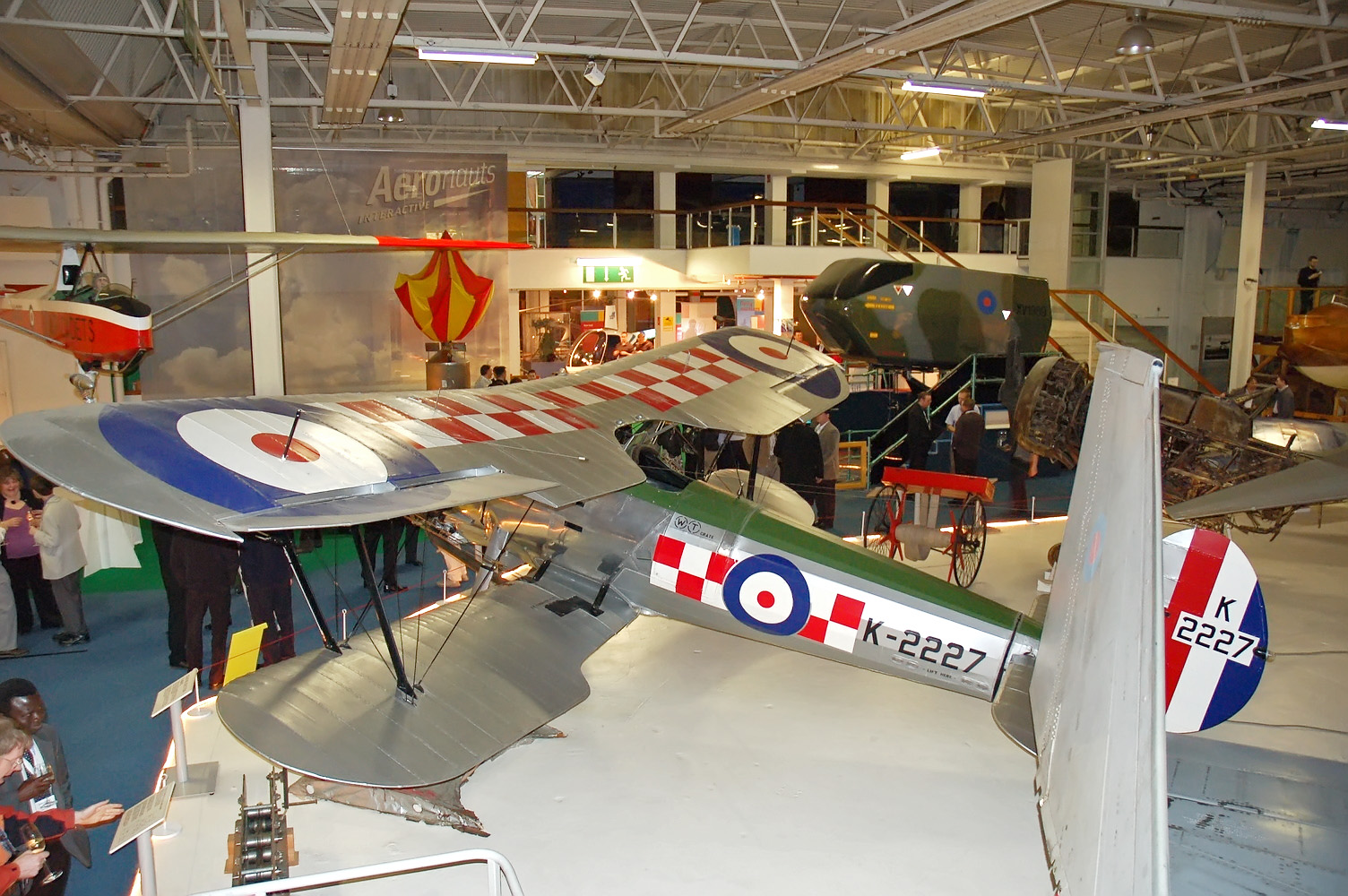
Bristol Bulldog, RAF Museum, Hendon

- Australien
- Danmark
- Estland
- Finland
- Japan
- Siam
- Spanien
- Storbritannien
- Sverige